# Westlake Village (Kalifornija)
Westlake Village je grad u američkoj saveznoj državi Kalifornija. Prema popisu stanovništva iz 2010. u njemu je živjelo 8.270 stanovnika.